# Gegenes nostrodamus
Gegenes nostrodamus là một loài bướm thuộc họ Bướm nhảy. Nó được tìm thấy ở Địa Trung Hải, through Anatolia to Turkestan và Ấn Độ.
Chiều dài cánh trước là 15–16 mm. Con trưởng thành bay từ tháng 5 đến tháng 10 làm nhiều đợt.
Ấu trùng ăn nhiều loại cỏ, bao gồm Gramineae, Aeluropus (in the Sinai desert) and Panicum species.

## Miêu tả
Dark brown, base smoky black; inner margin of the hindwing paler than the ground colour, and a few white dots on the forewing in the female. Underside pale brown, with some obscure white spots towards the tip of the forewing, and in the female at the hind-margin of the hindwing also. Expands a little over one inch. It inhabits South Europe, North Africa, and Western Asia in tháng 8, and được tìm thấy ở dry places.(Kirby)— E. Y. Watson

Recorded from Campbellpore, Kala Pani and Hurripur, N.-W. India,(Butler).

## Hình ảnh

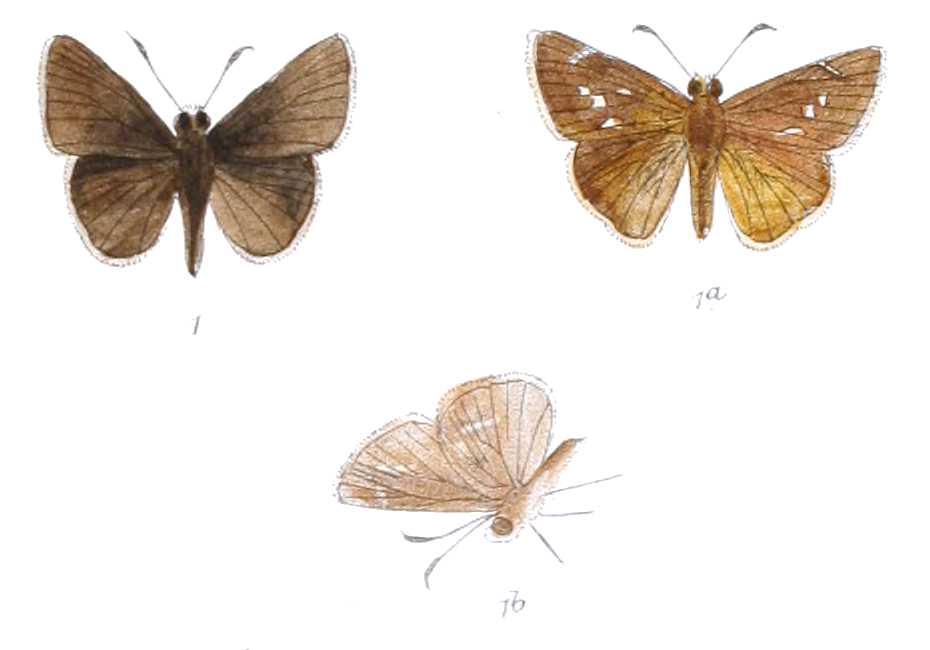
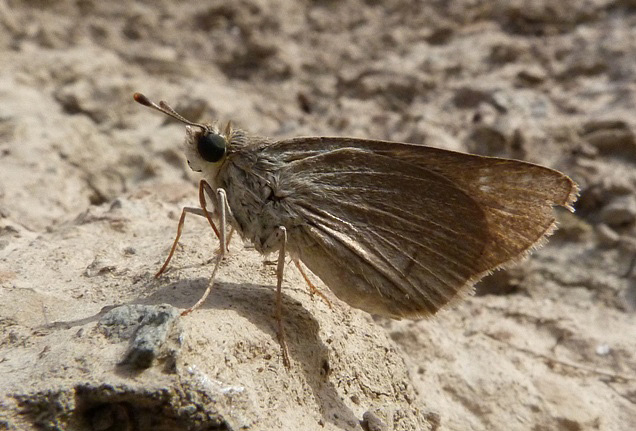
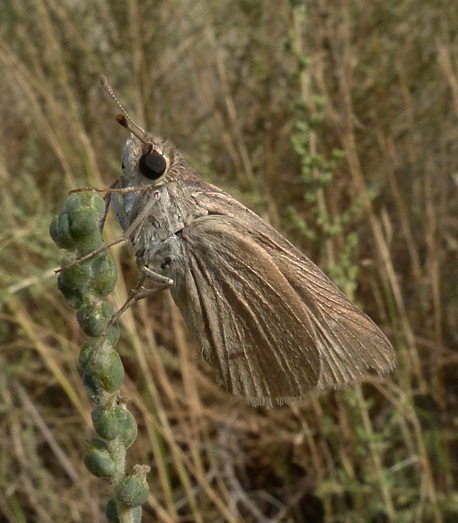